# Raúl Ramos de León
Raúl Ramos de León (Villaldama, Nuevo León; 22 de octubre de 1943 - Monterrey, Nuevo León; 18 de septiembre de 2017) fue un músico y animador infantil mexicano, integrante del grupo de rock Los Rockets y exlíder del grupo infantil Los Vip´s. Su muerte fue a causa de una bacteria en los pulmones.

## Trayectoria

### Los Rockets
Este grupo musical pionero en el rock regiomontano fue fundado oficialmente el 19 de julio de 1958 por los hermanos Luis Carlos y Fernando Treviño de la Garza, junto con Humberto García Reyna, este último convirtiéndose en el baterista.

### Los Vip´s
Este grupo infantil musical fue uno de los pioneros de las barras infantiles en la televisión regiomontana, Raúl y María Elena Guajardo, se hicieron famosos por su concepto único y diferente, con su frase tan peculiar Aquí..., sus amigos Los Vip´s te saludan...!! e interpretando temas como La fiesta de los Vip´s, Bobito, La pelota, El pollito norteño, Pecos Bill, La carreta y muchos más, grabando un total de 18 discos. 
Cabe señalar que gran parte del repertorio de Los Vip´s, era originalmente de otro animador infantil de esa época, llamado El Duende Bubulín (Juan Carlos Abara). Los Vip´s amenizaban las fiestas infantiles de los niños regiomontanos y realizaban presentaciones en estadios, arenas, alternando con Capulina y en el programa de En Familia Con Chabelo. 
En agosto de 1988, después de más de 18 años, María Elena Guajardo, la voz principal decide separarse por problemas personales. Entran de ahí en adelante las dos hijas de Raúl, Liliana Ramos Guerrero y Chelita Ramos Guerrero, siguiendo con el nuevo concepto de A cantar y cantar con los Vip´s, el cual marca la salida del programa de las instalaciones del que en aquellos tiempo era el Canal 12, para cambiar posteriormente al Canal 28 de gobierno y ahí estar por diez años, los cuales marcaron el final de una época.
- Datos: Q6101397